# Kim Ir-senovo náměstí

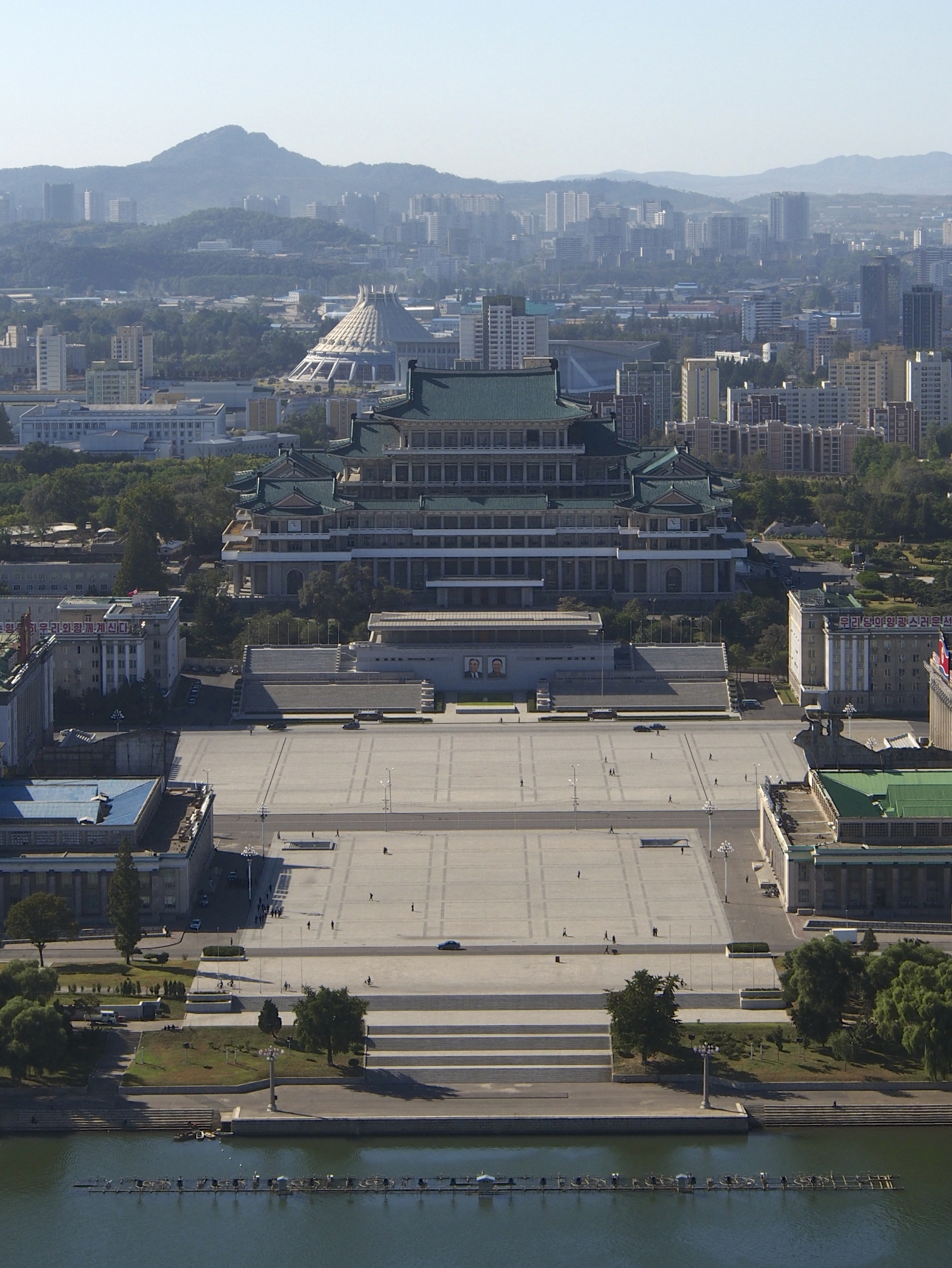
Pohled z věže Čučche přes Tedong na Kim Ir-senovo náměstí a Velkou lidovou studovnu

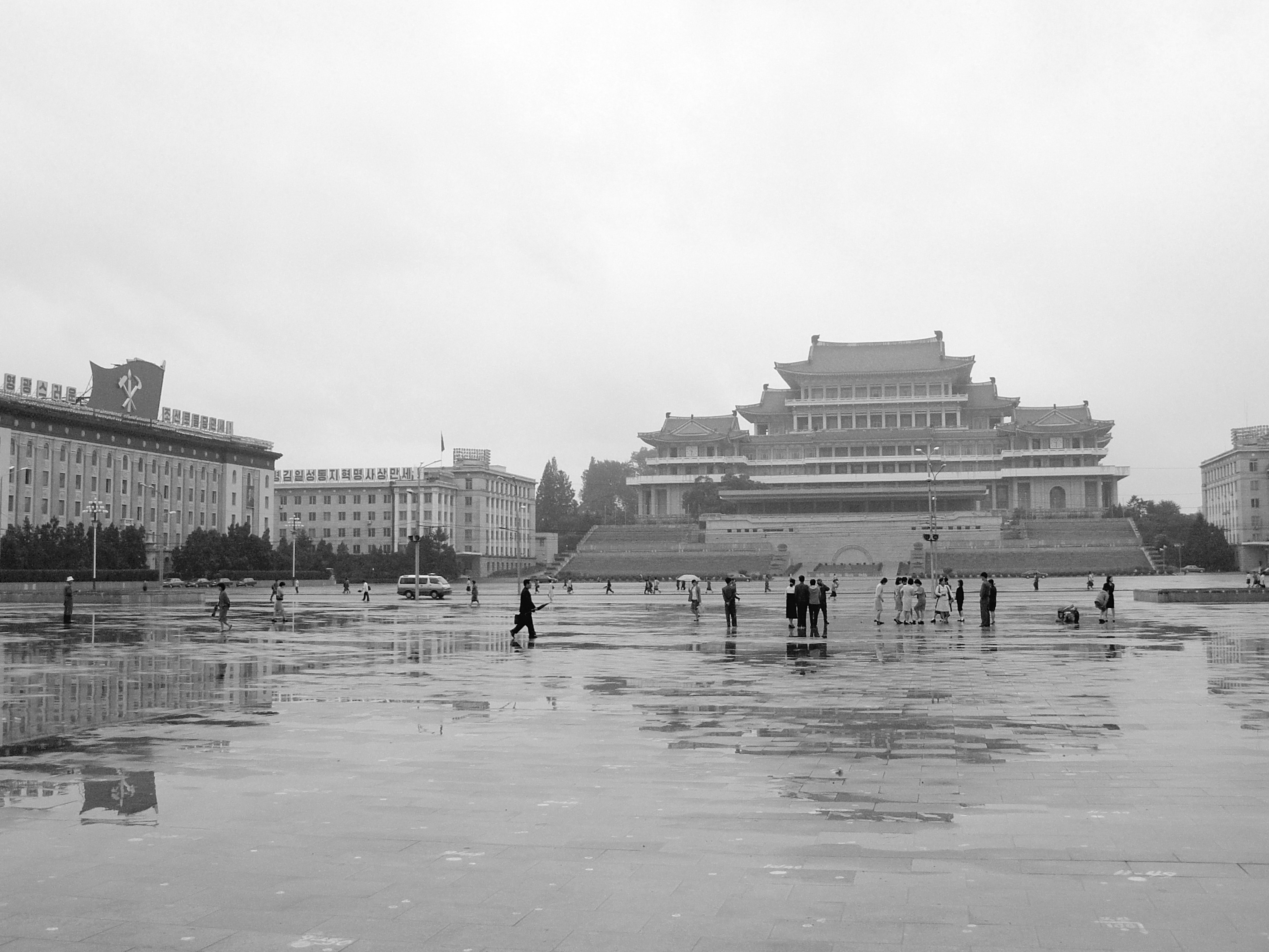
Pohled z náměstí k západu – vpravo Velká lidová studovna, vlevo budova ministerstva zahraničního obchodu

Kim Ir-senovo náměstí (korejsky 김일성광장 – Kim Ir-sen gwangdžang) je náměstí v centru Pchjongjangu, hlavního města Severní Koreji, pojmenované k poctě jejího prvního vůdce Kim Ir-sena.
Náměstí o rozloze 75 000 čtverečních metrů leží ve čtvrti Čunggujŏk a je protáhlé od jihojihovýchodu, kde sahá k břehu Tedongu, na severoseverozápad, kde je ukončeno monumentální budovou Velké lidové studovny. Další významné budovy obklopující náměstí jsou budova ministerstva zahraničního obchodu na jihozápadě, hlavní sídlo Korejské strany práce na severu a Korejské ústřední muzeum dějin na severovýchodě.  Přes řeku naproti náměstí v jeho ose se nachází věž Čučche.
Přímo pod náměstím je umístěna stanice Sŭngni pchjongjanského metra.
Jedná se o reprezentativní náměstí, které stát používá k vojenským přehlídkám, státem organizovaným oslavám a podobně.